# Francisco de Paula Labastida
Francisco de Paula Labastida y Tessier (Texcoco, Estado de México, 2 de abril de 1857 - Coyoacán, Distrito Federal, 29 de diciembre de 1908)  fue un sacerdote católico, lingüista y académico mexicano.

## Semblanza biográfica
Realizó sus estudios en un colegio particular y en la Escuela Nacional Preparatoria, fue discípulo de Gabino Barreda. Se especializó en el estudio de la lengua castellana impartiendo clases en la propia Escuela Nacional Preparatoria. En 1882, ingresó al Oratorio de San Felipe Neri. En 1883, se ordenó sacerdote. 
Fue nombrado miembro de número de la Academia Mexicana de la Lengua, tomó posesión de la silla VII el 25 de septiembre de 1893. Fue consultor durante el V Concilio Mexicano de 1896. Llegó a ser canónigo en el Cabildo Metropolitano de la Ciudad de México. Murió el 29 de diciembre de 1908.